# أبو القاسم بن بشران
أبو القاسم عبد الملك بن محمد بن عبد الله بن بشران بن محمد بن بشران بن مهران الأموي البغدادي أحد رواة الحديث النبوي.
مولده في شهر شوال سنة 339 هـ. سمع الكثير هو وأخوه أبو الحسين بن بشران. حدث عن: أبي بكر النجاد، وأبي سهل بن زياد، وحمزة الدهقان، وأحمد بن الفضل بن خزيمة، وعبد الله بن محمد الفاكهي المكي، ودعلج السجزي ، وأبي بكر الشافعي، وعمر بن محمد الجمحي، وأبي بكر الآجري، وعبد الخالق بن أبي روبا، وعبد الباقي بن قانع، وأحمد بن نيخاب الطيبي، وأبي علي بن الصواف، والحسن بن الخضر الأسيوطي، وأحمد بن إبراهيم الكندي، والقطيعي. حدث عنه: الخطيب، والكتاني، وأبو القاسم بن أبي العلاء، وأبو الفضل بن خيرون، ومحمد بن سليمان بن لوبا، ومحمد بن أحمد بن الفقيرة، وأبو غالب محمد بن عبد العزيز، ومحمد بن المنذر بن طيبان، وأبو نصر أحمد بن الحسن المزرر، وأبو الحسن علي بن الخل، وأبو منصور محمد بن أحمد الخياط، وأبو الخطاب بن الجراح، وأبو سعد الأسدي، وأبو غالب بن الباقلاني، وعلي بن أحمد بن فتحان الشهرزوري.
قال الخطيب: «كتبنا عنه، وكان ثقة ثبتا صالحا. مات في ربيع الآخر سنة ثلاثين وأربعمائة، وأوصى أن يدفن بجنب أبي طالب المكي، وكان الجمع في جنازته يتجاوز الحد، ويفوت الإحصاء رحمه الله». من مروياته: أخبرنا حسن بن علي، أخبرنا جعفر الهمداني، أخبرنا أبو طاهر السلفي، أخبرنا أبو ياسر الخياط وأبو سعد الأسدي قالا أخبرنا أبو القاسم بن بشران، أخبرنا أحمد بن الفضل بن خزيمة، حدثنا محمد بن إسماعيل الترمذي، حدثنا محمد بن عيسى الطباع، حدثنا هشيم، حدثنا منصور، عن علي بن زيد، عن أبي خالد، عن أبي هريرة عن النبي قال: قيل يا رسول الله كيف يمشون على وجوههم، قال إن الذي أمشاهم على أقدامهم يمشيهم على وجوههم.

## وفاته
توفي ابن بشران سنة 430 هـ.